# سرطان كماني متضيق
سرطان كماني متضيق (الاسم العلمي: Uca coarctata) هو نوع من الحيوانات يتبع جنس السرطان الكماني من فصيلة السرطانات الشبحية.